# Кольді (Карасайський район)
Ко́льді (каз. Көлді) — село у складі Карасайського району Алматинської області Казахстану. Входить до складу Умтильського сільського округу.
Населення — 2257 осіб (2021; 1531 у 2009, 1217 у 1999, 1406 у 1989).